# Arseniato reduttasi (donatore)
La arseniato reduttasi (donatore) è un enzima appartenente alla classe delle ossidoreduttasi, che catalizza la seguente reazione:
arsenito + accettore ⇄ arseniato + accettore ridotto
Il benzil viologeno può agire da accettore. Diversamente dall'arseniato reduttasi (glutaredossina) numero EC 1.20.4.1, la glutaredossina ridotta non può servire come riducente.